# Campeonato Brasileiro Série C 2021
In 2021 werd het 32ste Campeonato Brasileiro Série C gespeeld, de derde hoogste klasse van het Braziliaanse voetbal. De competitie werd gespeeld van 29 mei tot 20 november. Ituano werd kampioen. 
Het competitieformat bleef hetzelfde als dat van vorig jaar. De top vier van elke groep plaatste zich voor de tweede fase. De groepswinnaars van die tweede fase speelden nog een finale om de algemene titel, de twee tweedes in beide groepen promoveerden ook. 

## Eerste fase

### Groep A
| Plaats | Club          | Wed. | W | G | V  | Saldo | Ptn. |
| ------ | ------------- | ---- | - | - | -- | ----- | ---- |
| 1.     | Paysandu      | 18   | 8 | 6 | 4  | 23:20 | 30   |
| 2.     | Tombense      | 18   | 6 | 9 | 3  | 22:14 | 27   |
| 3.     | Botafogo-PB   | 18   | 6 | 9 | 3  | 17:11 | 27   |
| 4.     | Manaus        | 18   | 7 | 5 | 6  | 21:25 | 26   |
| 5.     | Volta Redonda | 18   | 6 | 8 | 4  | 21:16 | 26   |
| 6.     | Ferroviário   | 18   | 5 | 9 | 4  | 14:12 | 24   |
| 7.     | Altos         | 18   | 5 | 6 | 7  | 21:23 | 21   |
| 8.     | Floresta      | 18   | 4 | 9 | 5  | 15:17 | 21   |
| 9.     | Jacuipense    | 18   | 3 | 9 | 6  | 13:21 | 18   |
| 10.    | Santa Cruz    | 18   | 2 | 6 | 10 | 11:19 | 12   |

|  | Geplaatst voor tweede fase |
|  | Degradatie                 |

### Groep B
| Plaats | Club                | Wed. | W  | G | V  | Saldo | Ptn. |
| ------ | ------------------- | ---- | -- | - | -- | ----- | ---- |
| 1.     | Novorizontino       | 18   | 12 | 3 | 3  | 24:10 | 39   |
| 2.     | Ituano              | 18   | 9  | 6 | 3  | 22:16 | 33   |
| 3.     | Ypiranga de Erechim | 18   | 9  | 5 | 4  | 26:16 | 32   |
| 4.     | Criciúma            | 18   | 9  | 3 | 6  | 19:16 | 30   |
| 5.     | Figueirense         | 18   | 8  | 5 | 5  | 19:14 | 29   |
| 6.     | São José            | 18   | 6  | 5 | 7  | 22:22 | 23   |
| 7.     | Botafogo-SP         | 18   | 6  | 4 | 8  | 15:22 | 22   |
| 8.     | Mirassol            | 18   | 6  | 1 | 11 | 17:26 | 19   |
| 9.     | Paraná              | 18   | 4  | 4 | 10 | 17:21 | 16   |
| 10.    | Oeste               | 18   | 1  | 4 | 13 | 9:27  | 7    |

|  | Geplaatst voor knock-outfase |
|  | Degradatie                   |

## Tweede fase

### Groep C
| Plaats | Club        | Wed. | W | G | V | Saldo | Ptn. |
| ------ | ----------- | ---- | - | - | - | ----- | ---- |
| 1.     | Ituano      | 6    | 4 | 1 | 1 | 11:5  | 13   |
| 2.     | Criciúma    | 6    | 2 | 3 | 1 | 3:1   | 9    |
| 3.     | Botafogo-PB | 6    | 2 | 2 | 2 | 3:4   | 8    |
| 4.     | Paysandu    | 6    | 0 | 2 | 4 | 2:9   | 2    |

|  | Geplaatst voor finale en Série B 2022 |
|  | Promotie naar Série B 2022            |

### Groep D
| Plaats | Club                | Wed. | W | G | V | Saldo | Ptn. |
| ------ | ------------------- | ---- | - | - | - | ----- | ---- |
| 1.     | Tombense            | 6    | 3 | 2 | 1 | 8:6   | 11   |
| 2.     | Novorizontino       | 6    | 3 | 0 | 3 | 7:10  | 9    |
| 3.     | Manaus              | 6    | 1 | 3 | 2 | 10:8  | 6    |
| 4.     | Ypiranga de Erechim | 6    | 1 | 3 | 2 | 6:7   | 6    |

## Finale
Heen
|                   |             |       |                   | |
| 13 november 17:15 | Tombense    | 1 – 1 | Ituano            | Estádio Antônio Guimarães de Almeida, Tombos Toeschouwers: 1350 Scheidsrechter: Antônio Dib Moraes de Sousa |
| 13 november 17:15 | Everton 51' |       | 83' Igor Henrique | Estádio Antônio Guimarães de Almeida, Tombos Toeschouwers: 1350 Scheidsrechter: Antônio Dib Moraes de Sousa |

| Tombense | Ituano |

Terug
|                   |                                                    |       |          |                                                                                                  |
| 20 november 17:00 | Ituano                                             | 3 – 0 | Tombense | Estádio Municipal Doutor Novelli Junior, Itu Toeschouwers: 6173 Scheidsrechter: Anderson Daronco |
| 20 november 17:00 | João Victor 21' Igor Henrique 56' Iago Teles 90+5' |       |          | Estádio Municipal Doutor Novelli Junior, Itu Toeschouwers: 6173 Scheidsrechter: Anderson Daronco |

| Ituano | Tombense |

## Totaalstand
| Plaats | Club                | Wed. | W  | G  | V  | Saldo | Ptn. |
| ------ | ------------------- | ---- | -- | -- | -- | ----- | ---- |
| 1.     | Ituano              | 26   | 14 | 8  | 4  | 38:23 | 50   |
| 2.     | Tombense            | 26   | 9  | 12 | 5  | 31:24 | 39   |
| 3.     | Novorizontino       | 24   | 15 | 3  | 6  | 31:20 | 48   |
| 4.     | Criciúma            | 24   | 11 | 6  | 7  | 22:17 | 39   |
| 5.     | Ypiranga de Erechim | 24   | 10 | 8  | 6  | 32:23 | 38   |
| 6.     | Botafogo-PB         | 24   | 8  | 11 | 5  | 20:15 | 35   |
| 7.     | Manaus              | 24   | 8  | 8  | 8  | 31:33 | 32   |
| 8.     | Paysandu            | 24   | 8  | 8  | 8  | 25:29 | 32   |
| 9.     | Figueirense         | 18   | 8  | 5  | 5  | 19:14 | 29   |
| 10.    | Volta Redonda       | 18   | 6  | 8  | 4  | 21:16 | 26   |
| 11.    | Ferroviário         | 18   | 5  | 9  | 4  | 14:12 | 24   |
| 12.    | São José            | 18   | 6  | 5  | 7  | 22:22 | 23   |
| 13.    | Botafogo-SP         | 18   | 6  | 4  | 8  | 15:22 | 22   |
| 14.    | Altos               | 18   | 5  | 6  | 7  | 21:23 | 21   |
| 15.    | Floresta            | 18   | 4  | 9  | 5  | 15:17 | 21   |
| 16.    | Mirassol            | 18   | 6  | 1  | 11 | 17:26 | 19   |
| 17.    | Jacuipense          | 18   | 3  | 9  | 6  | 13:21 | 18   |
| 18.    | Paraná              | 18   | 4  | 4  | 10 | 17:21 | 16   |
| 19.    | Santa Cruz          | 18   | 2  | 6  | 10 | 11:19 | 12   |
| 20.    | Oeste               | 18   | 1  | 4  | 13 | 9:27  | 7    |

|  | Kampioen, promotie naar Série B 2022 |
|  | Promotie naar Série B 2022           |
|  | Degradatie naar Série D 2022         |

### Kampioen
| Campeonato Brasileiro Série C 2021 |
| Pernambuco                         |
| ---------------------------------- |
| ITUANO Kampioen (2° titel)         |